# Oostkerke (Damme)
Pour les articles homonymes, voir Oostkerke.
Oostkerke est une section de la ville belge de Damme située en Région flamande dans la province de Flandre-Occidentale. C'était une commune à part entière avant la fusion des communes de 1977.

## Démographie

### Évolution démographique
- Sources : INS, Rem. : 1831 jusqu'en 1970 = recensements, 1976 = nombre d'habitants au 31 décembre[2].

## Histoire
Dans le passé Oostkercke était le siège d'une seigneurie. Au XVIIIe siècle, elle est détenue par Isabelle-Pétronille de Corte, dernière du nom, dame (les hommes sont seigneurs de, les femmes sont dames de) d'Oostkercke. Elle épouse à Bruxelles le 3 février 1751 Louis-Joseph du Chambge, fils de Simon-Pierre de Chambge de Liessart, chevalier, seigneur de Noyelles-lès-Seclin, du Fay, Douay-en-Roncq, trésorier de France au bureau des finances de la généralité de Lille, conseiller du roi en ses conseils, premier président du bureau des finances et domaines de la généralité de Lille,  et de Marie-Christine Cardon, dame de Douay-en-Roncq. Louis-Joseph est seigneur de Noyelles-lès-Seclin, et né en février 1697 (baptisé à Lille le 10 février 1697). Isabelle-Pétronille meurt le 20 mai 1764, est inhumée dans les caveaux de la famille du Chambge, dans le chœur de l'église de Noyelles.
Leur fils, Louis Séraphin du Chambge de Noyelles, député de la noblesse aux États généraux de 1789, refuse les réformes, démissionne et meurt en émigration à Oosterke le 17 janvier 1794,.

## Dans les médias

### Série "The White Queen"
La série télévisée de la BBC, The White Queen fut tournée en partie au château d'Oostkerke. Celui-ci incarne le Manoir de Grafton, résidence de la famille Woodville-Rivers.